# Pečat Pašupati
Pečat Pašupati je steatitni pečat otkriven na arheološkom nalazištu Mohendžo Daro civilizacije doline Inda. Na pečatu je prikazan sjedeći lik koji je moguće tricefalan (ima tri glave). Nekad se smatralo da je itifalična, interpretacija koja se danas uglavnom odbacuje. Muškarac ima rogato pokrivalo za glavu i okružen je životinjama. Možda predstavlja rogato božanstvo. Pečat se čuva u Nacionalnom muzeju Indije u New Delhiju.
Ima jedan od složenijih dizajna među tisućama pečata pronađenih iz civilizacije doline Inda, a neobičan je po tome što ima ljudski lik kao glavni i najveći element; dok je kod većine drugih pečata glavni lik životinja. Tvrdi se da je to jedan od najranijih prikaza hinduističkog boga Šive ili božanstva "proto-Šive". Ime dano pečatu, "pašupati", što znači "gospodar životinja", jedan je od Shivinih epiteta. Također je povezan s vedskim bogom Rudrom, koji se obično smatra ranim oblikom Šive. Rudra je povezana s asketizmom, jogom i lingom ; smatran gospodarom životinja; a Shiva se može prikazati s tri glave. Lik je često povezan sa široko rasprostranjenim motivom Gospodara životinja koji se nalazi u drevnoj bliskoistočnoj i mediteranskoj umjetnosti te mnogim drugim tradicijama rogatih božanstava.

## Otkriće i opis
Pečat je otkriven 1928. – 29. U bloku 1, južni dio područja DK-G Mohenjo-daro, na dubini od 3,9 metara ispod površine. Ernest JH Mackay je usmjerio iskapanja na Mohenjo-daro, i datirao je pečat u Srednje I razdoblje (sada se smatra da pada oko 2350-2000. pr. Kr.) U svom izvještaju iz1937./38. u kojem je pečat pod brojem 420, dajući mu svoje zamjensko ime.
Pečat je isklesan u steatitu i mjeri 3,56 cm za 3,53 cm, a debljine je 0,76 cm. U središtu ima ljudski lik koji sjedi na platformi i okrenut je prema naprijed. Noge lika su savijene u koljenima dodirujući pete i prste usmjerene prema dolje. Ruke se pružaju prema van i lagano se oslanjaju na koljena, s palčevima okrenutim od tijela. Osam malih i tri velike narukvice pokrivaju ruke. Prsa su prekrivena ogrlicama, a dvostruka traka obavija se oko struka. Lik nosi visoko i složeno pokrivalo za glavu sa središnjom struktom u obliku lepeze, uz bok dva velika prugasta roga. Ljudsku figuru okružuju četiri divlje životinje: slon i tigar s jedne strane, te vodeni bivol i nosorog s druge strane. Ispod podijuma nalaze se dva jelena ili kozorog koji gledaju unatrag, tako da im rogovi gotovo dolaze u središte. Na vrhu pečata nalazi se sedam piktograma, a posljednji je očito pomaknut prema dolje zbog nedostatka vodoravnog prostora.

## Tumačenja

### Marshallovo povezivanje s proto-Shivom
Rani opis i analizu ikonografije pečata pružio je arheolog John Marshall koji je bio generalni direktor Arheološkog pregleda u Indiji i vodio iskapanja u nalazištima u dolini Inda. Uz gore opisane opće značajke pečata, također je središnju figuru vidio kao muško božanstvo; kao troličan, s mogućim četvrtim licem prema leđima; i, kao itifaličan, dok je priznavao da je ono što se činilo izloženim falusom umjesto toga moglo biti kićanka koja visi o pojasu. Najvažnije je da je pečat identificirao kao rani prototip hinduističkog boga Šive (ili, njegovog vedskog prethodnika Rudre), koji je u povijesnim vremenima bio poznat i pod naslovom Pašupati ('gospodar ili otac svih životinja'). U publikaciji 1928. – 29., Marshall je sažeo svoje razloge identifikacije kako slijedi:
Kasnije, 1931., svoje je razloge proširio na činjenicu da je Šiva povezan s falusom u obliku linge te da je u srednjovjekovnoj umjetnosti prikazan s jelenima ili kozorozima, kao što se vidi ispod prijestolja na pečatu. Marshallova analiza religije doline Inda, a posebno pečata Pašupati, bila je vrlo utjecajna i široko prihvaćena barem za sljedeće dvije generacije. Na primjer, Herbert Sullivan, napisao je 1964. da je Marshallova analiza "prihvaćena gotovo univerzalno i uvelike je utjecala na znanstveno razumijevanje povijesnog razvoja hinduizma". Pišući 1976. godine, Doris Meth Srinivasan predstavila je članak koji je kritičan prema Marshallovoj interpretaciji, primijetivši da "bez obzira na to kakav je stav zauzet u vezi s ikonografijom pečata, uvijek se temelji na Marshallovoj interpretaciji. Članak, s druge strane, prihvaća proto-Šiva karakter pečata." Thomas McEvilley primijetio je, u skladu s Marshalllom, da je središnja figura bila u joga pozi Mulabandhasana, citirajući opis Kalpa Sutrin položaj u čučnju, sa spojenim petama "koji se koriste meditacijom i postom za postizanje beskonačnog znanja (kevala). A Alf Hiltebeitel je 2011. primijetio da su, nakon Marshalove analize," gotovo svi napori u tumačenju religije doline Inda usredotočeni na raspravu oko lika s Pašupati pečata". O ovom pečatu vodilo se puno rasprava. Iako je Marshallov rad imao određenu podršku, mnogi kritičari, pa čak i pristaše, iznijeli su nekoliko prigovora.

### Reinterpretacija Doris Srinivasan
Doris Srinivasan, profesorica indijskih studija, iznijela je prigovore na Marshallovu identifikaciju i pružila novo tumačenje figure, gdje je pretpostavila da su bočne projekcije uši kako kod krava, a ne lica. U razdoblju 1975. – 1976., u akademskom časopisu Archives of Asian Art objavila je članak u časopisu pod nazivom "Takozvani proto-šivin pečat iz Mohendžo Daroa: ikonološka procjena". 1997. godine ponovila je svoje stavove u knjizi pod naslovom Mnogo glava, ruku i očiju: podrijetlo, značenje i oblik mnogostrukosti u indijskoj umjetnosti.
Prema njezinim riječima, dva dodatna lica mogla bi se interpretirati kao moguće uši, a središnje lice ima prevladavajuća goveđa obilježja. Izvukla je sličnosti između središnjeg lika pečata 420 i drugih artefakata iz doline Inda, poput rogate maske iz Mohendžo Daroa, bika od terakote iz Kalibangana i prikaza rogatog božanstva na vrču s vode s arheološkog nalazišta od Kot Diji. Također je primijetila da se jogijsko držanje lika ponavlja na brojnim drugim pečatima i pečatima, od kojih neki ukazuju na to da lik prima štovanje. Na temelju ovih opažanja, ona sugerira da bi lik pečata 420 mogao biti božanski bivol-čovjek.

### Dravidske interpretacije
Znanstvenici koji smatraju da je civilizacija doline Inda povezana s dravidskom kulturom ponudili su druga tumačenja. Prema Alfu Hiltebeitelu, profesoru religije, povijesti i društvenih znanosti na Sveučilištu George Washington, rogati lik mogao bi se identificirati kao Mahishasura, neprijateljem demona bivola hinduističke božice Durge. Također je tvrdio da bi tigar prikazan u pečatu mogao predstavljati božicu Durgu koja je često prikazana kako jaše tigra (ili lava) u hinduističkom panteonu. Također je sugerirao da bi okolne životinje mogle predstavljati vahane (vozila, nosače) božanstava za četiri kardinalna smjera.
Herbert Sullivan sa Sveučilišta Duke tumačio je lik kao žensku božicu s obrazloženjem da takozvani uspravni falus zapravo predstavlja pojas, obilježje koje je pronašao samo na ženskim figuricama. Američki arheolog Walter Fairservis pokušao je prevesti natpis koji je smatrao dravidskim i smatrao je da se pečat može poistovjetiti s Anilom, glavnim poglavarom četiriju klanova koje su životinje predstavljale. Finski indolog Asko Parpola sugerirao je da bi jogijska poza mogla biti imitacija protoelamitskog načina predstavljanja bikova koji sjede. Pokušao je prevesti natpis za koji smatra da je rani oblik Dravidijana i otkrio da lik predstavlja slugu vodenog božanstva. Otkrio je da životinje prikazane na pečatu najbolje podsjećaju na životinje povezane s hinduističkim bogom Varunom koje bi mogle biti povezane s vodenim temama koje su istaknute u induskoj religiji.

### Vedske interpretacije
Postoje neki znanstvenici koji misle da pečat predstavlja vedsko božanstvo i vjeruju da to upućuje na indoarijski identitet civilizacije doline Inda. Indijski arheolog, SR Rao, koji je zaslužan za otkrića brojnih harapanskih nalazišta, lik u pečatu je identificirao kao vedsko božanstvo Agni. Pokušao je prevesti tekst i tvrdio je da dokazi upućuju na troglavog plamtećeg boga vatre Agnija koji pripada vedskom panteonu. Životinje predstavljaju različite klanove koji su prihvatili prevlast Agnija.
E. Richter-Ushanas identificirao je lik kao mudraca Rishyasringu koji je rođen s rogovima i koji je služio žrtvu kralja Dasarathe u drevnom indijskom epu Ramayana. Smatra da su četiri životinje prikaz četiri godišnja doba, a slične motive pronašli su na kotlu iz Gundestrup otkrivenom u Danskoj. Drugi znanstvenici, poput Talageri, Rajaram i Frawley, su pretpostavili da je kotao predstavlja uvjerljiv dokaz prema Indiji kao u kući od indoeuropskih naroda. SP Singh identificirao je lik kao hinduističkog boga Rudru koji je povezan s olujom i lovom. On je identificirao okolne životinje kao Maruti koji su olujna božanstva i sinovi Rudre. Njegov argument za ovu identifikaciju temelji se na himni 64 prve mandale (knjige) Rigvede koja uspoređuje Marute s različitim životinjama, uključujući bika, slona, lava, jelena i zmiju. MVN Krishna Rao identificirao je lik s hinduističkim bogom Indrom. Tvrdio je da se tigar može ignorirati jer je puno veći od ostalih životinja, a dva jelena također se mogu zanemariti jer su sjedili ispod stola. Zatim je kombinirao prvi fonem svake životinje i riječ 'nara' što znači čovjek, i došao do izraza 'makhanasana' koji je epitet Indre.

## Poveznice
- Kotao iz Gundestrupa
- Cernunnos
- Gutasaga